# Estany de l'Esparver
L'Estany de l'Esparver és un llac d'origen glacial situat a 2.161,9 metres d'altitud del Massís del Carlit, dins del terme comunal d'Angostrina i Vilanova de les Escaldes, de l'Alta Cerdanya, a la Catalunya del Nord.
És al nord-est del Carlit, a la zona nord-est del terme al qual pertany. És al nord del Llac de la Bollosa, a prop a l'esquerra de la Tet.